# Hubertine Auclert

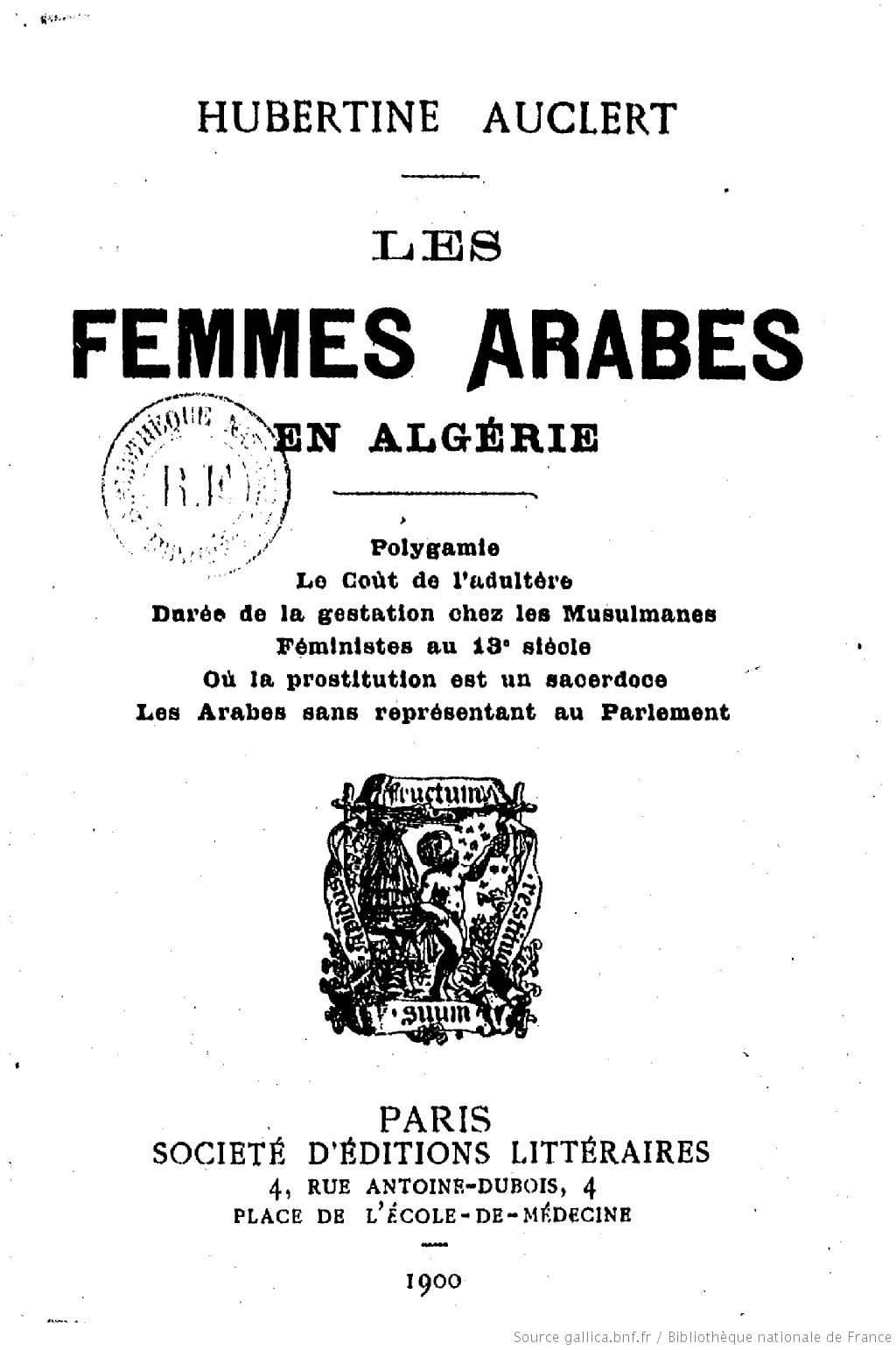
As mulheres árabes na Argélia, 1900.

Hubertine Auclert, nascida em 10 de abril de 1848, em Saint-Priest-en-Murat, em Allier e falecida em 4 de agosto de 1914 em Paris, foi uma ativista feminista francesa que lutou pelo direito de as mulheres serem eleitas e o direito das mulheres ao voto.

## Biografia

### Primeiros anos
Marie Anne Hubertine Auclert nasceu em uma família rica, o quinto filho de uma família de sete pessoas, na aldeia de Tilly na comuna Saint-Priest-en-Murat. Seu pai, Jean-Baptiste Auclert (1803-1861), um fazendeiro rico e republicano, se tornou prefeito da cidade no advento da Segunda República, em 1848, e, deposto após o golpe de estado de Louis-Napoléon Bonaparte, em 1852, tornou-se um adversário do Segundo Império.
Colocada em uma pensão de freiras, aos 9 anos, ela percorreu toda a trajetória acadêmica; seu pai morreu quando ela tinha treze anos de idade, e muito religiosa, ela tinha planos de se tornar uma freira na irmãs de São Vicente de Paulo, mas não é aceita. Hubertine Auclert deixou o convento, em 1864, para instalar-se na casa de seu tio, onde também residia sua mãe. Com a morte de sua mãe, em 1866, ele foi colocada por seu irmão em um convento em Montluçon. Considerada independente demais pelas religiosas, é dispensada uma segunda vez da vida monástica, em 1869. Essa rejeição, que considerava injustificada despertou-lhe um ressentimento anticlerical.

### Sua luta
Agora, livre e independente, pois ela recebeu uma herança de seus pais, ela decidiu mobilizar-se por uma causa e ela escolheu a fé na república e a conquista da liberdade para as mulheres através da revisão das leis do código de Napoleão. Sua luta é motivada da seguinte maneira : 
Sou quase que por nascimento uma revoltada contra o acometimento feminino, por causa da brutalidade do homem em relação à mulher, que abominou minha infância e me motivou agora a reivindicar para meu sexo independência e consideração
Estes são
os ecos dos discursos pronunciados em banquetes periódicos organizados por Léon Richer que, quase ao sair do convento, me fizeram vir de Bourbonnais a Paris combater pela liberdade de meu sexo
Ela vai para Paris, em um momento em que a queda de Napoleão III e o advento da Terceira República abriu o caminho para o ativismo das mulheres que necessitam de alterações no código de Napoleão em favor da educação, da independência econômica para as mulheres, do divórcio, do direito de voto, etc.
Hospedada na casa de sua irmã, em Paris, Hubertine Auclert juntou-se à Associação pelos Direitos das Mulheres. A associação foi dissolvida em 1877, mas renasceu sob o nome de Liga Francesa pelos Direitos das Mulheres, com Victor Hugo como presidente de honra, Léon Richer e Maria Deraismes como principais apoiadores. Tornou-se, ao que parece, a primeira ativista francesa a declarar-se "feminista".
Enquanto o movimento feminista francês direcionava a maior parte de sua ação política na mudança de aspectos legais, Auclert reivindicou para as mulheres o direito de se candidatarem a eleições, alegando que as injustas leis nunca teriam sido aprovadas se os votos de legisladoras tivessem sido levados em conta. Em 1876, fundou a associacão O Direito das Mulheres que apoia o direito ao voto para as mulheres e que se tornou, em 1883, a associação O Sufrágio das Mulheres.
Ela se alinhou com o movimento socialista e participou do terceiro Congresso Nacional Operário, realizado em Marselha, no final de outubro de 1879, e ali fez uma longa intervenção onde disse: 
Uma República que manterá as mulheres em condição de inferioridade não poderá tornar iguais os homens
O aviso é claro, mas as atitudes dos líderes operários não foram receptivas.
Decidida, ela começou, a partir de 1880, uma greve fiscal na defesa da ideia de que, na ausência de representação legal, as mulheres não deveriam ser tributadas. Um de seus assessores jurídicos é o advogado de Antonin Lévrier, com quem ela se casaria em 1887.
Em 13 de fevereiro de 1881, ela lançou La Citoyenne, um jornal que reivindicava a libertação das mulheres e recebeu o apoio da elite do movimento feminista como o de Séverine (Caroline Rémy) e o da socialite Marie Bashkirtseff, que escreveu vários artigos.

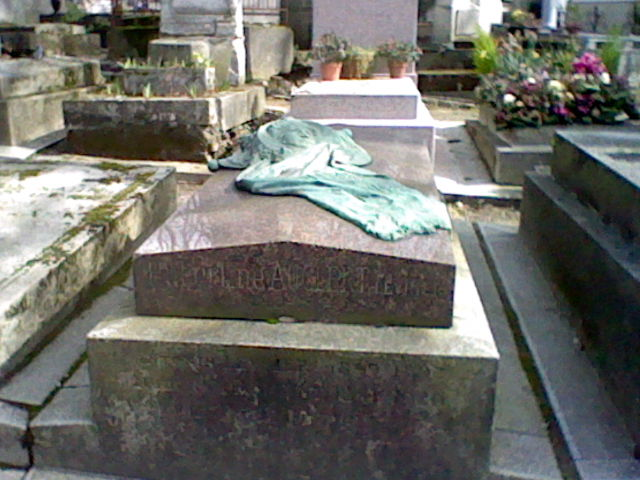
Túmulo de Hubertine Auclert, no Cemitério de Père-Lachaise (divisão 49).

Em 1888, ela mudou-se por quatro anos, com seu marido na Argélia, antes de voltar a Paris, e no novo país de moradia fez uma pesquisa de observação das mulheres. Por motivos financeiros, interrompeu seu jornal, mas seguiu na militância.
Considerada uma figura central na história do movimento de direitos das francesas, Hubertine Auclert continuou sua militância até a sua morte. Ela é enterrada no Cemitério Père-Lachaise (divisão 49), em Paris, em frente ao túmulo de Honoré de Balzac. A escultura em seu túmulo, celebra o "sufrágio das mulheres".

### Obras
- Hubertine Auclert, Les femmes arabes en Algérie, Paris, Société d'éditions littéraires, 1900.
- Hubertine Auclert, Le vote des femmes, Paris, V. Giard & F. Brière, 1908.
- Hubertine Auclert, Les Femmes au gouvernail, Marcel Giard, 1925 (póstumo).
- Hubertine Auclert, Hubertine Auclert Pionnière du Féminisme, textes choisis, prefácio de Geneviève Fraisse, apresentação de Steven C. Hause, Bleu autour, 2007.